# 瓦特 (北部省)
瓦特（法語：Watten，法語發音：[wat]）是法国上法兰西大区北部省的一个市镇，位于该省西部，属于敦刻尔克区。

## 地理
瓦特（50°49'59"N, 2°12'45"E）面积7.32 平方千米，位于法国上法蘭西大區北部省，该省份为法国最北部的省份及最长的省份，西北濒北海，西接加来海峡省，南至埃纳省和索姆省，东与比利时接壤。
与瓦特接壤的市镇（或旧市镇、城区）包括：卡佩勒布鲁克、奥尔克、米拉姆、圣莫姆兰、维尔韦尔丹格、塞尔克、埃佩莱克、乌勒。
瓦特的时区为UTC+01:00、UTC+02:00（夏令时）。

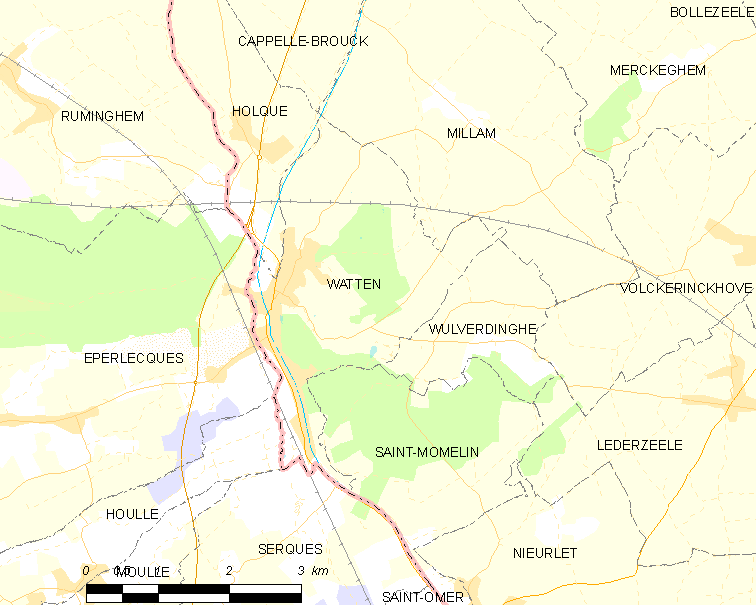
瓦特的OSM定位图

## 行政
瓦特的邮政编码为59143，INSEE市镇编码为59647。

## 政治
瓦特所属的省级选区为沃尔穆特县。

## 人口

1962-2008年间瓦特人口变化图示

瓦特于2022年1月1日时的人口数量为2567人。